# Tabga

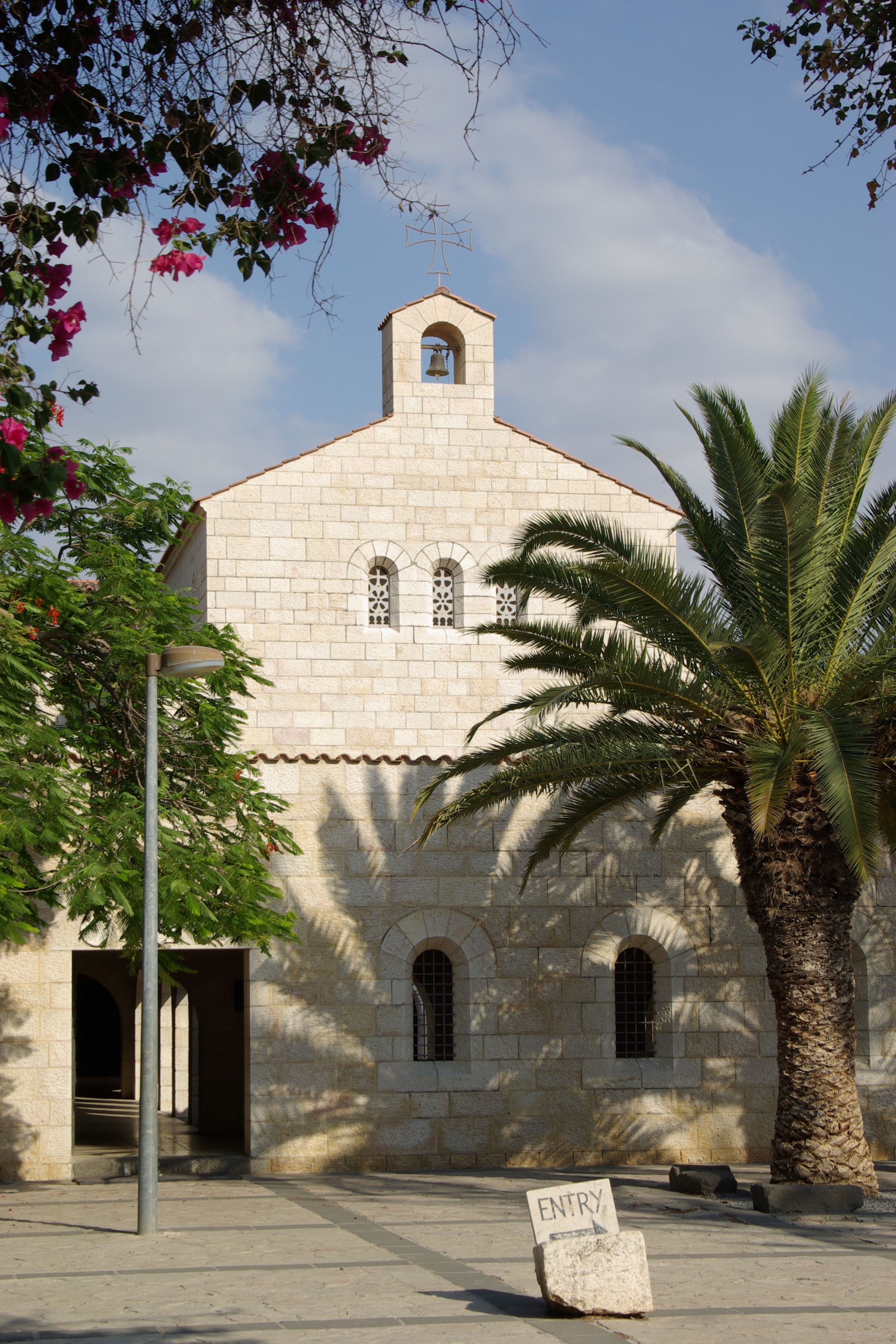
Bazylika rozmnożenia chleba

Tabga (gr. Heptapegon, „siedem źródeł”) – niewielka region położony u północnych wybrzeży Jeziora Tyberiadzkiego w Galilei, w północnym Izraelu i wieś od której bierze on swą nazwę.
Znajduje się w odległości około 3 km od Kafarnaum na wysokości 210 metrów p.p.m.

## Historia
Region był wspominany po raz pierwszy w I wieku p.n.e. przez żydowskiego historyka Józefa Flawiusza. Odwiedziła go w V w. hiszpańska pątniczka Egeria. W średniowieczu nazywany był Tabula Domini (łac. Stół Pański) ze względu na tradycję chrześcijańską‚ lokalizującą właśnie w tym miejscu scenę posiłku, który miał być przygotowany i spożyty przez zmartwychwstałego Jezusa. Epizod opisuje ewangelista Jan w 21 rozdziale swojej ewangelii.

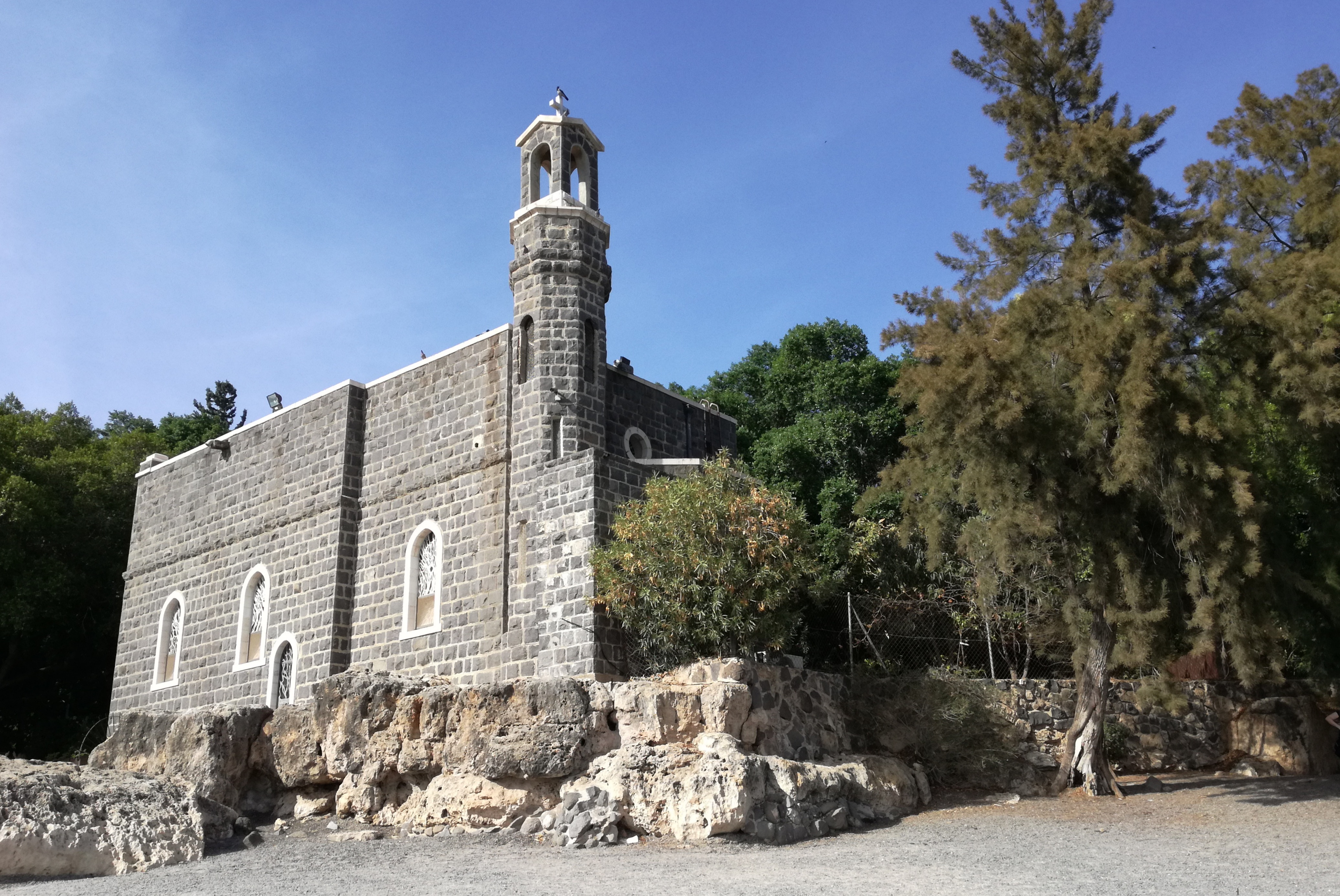
Tabga: Kościół Prymatu św. Piotra

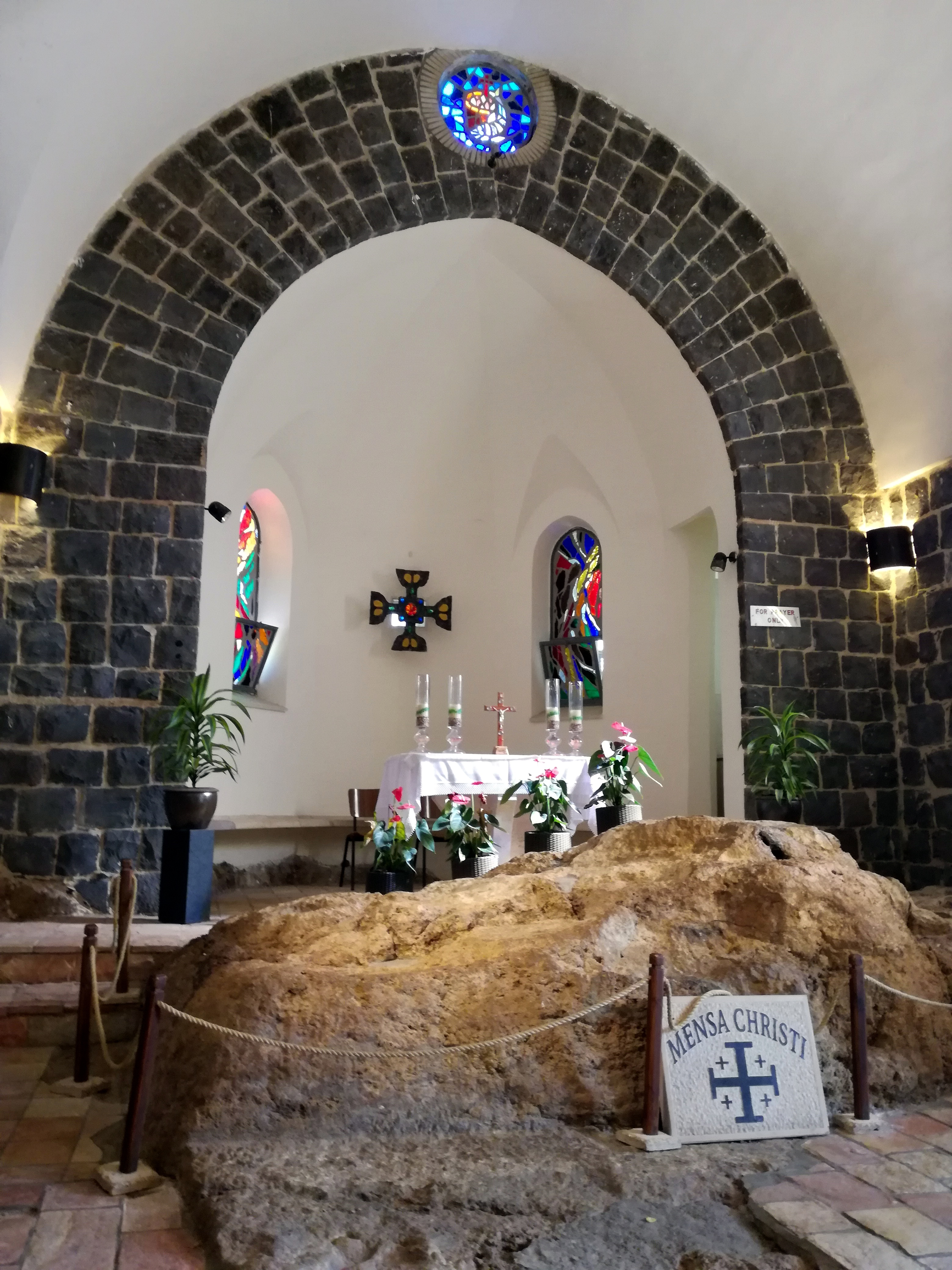
"Mensa Christi" w kościele prymatu św. Piotra, Tabga

W Tabdze miały również miejsce cudowne rozmnożenie chleba (Mk 6,30-46) oraz ogłoszenie ewangelicznych błogosławieństw (Mt 5,1-12).
Według spisu ludności z 1945 r. wieś, razem z dwoma mniejszymi osadami zamieszkiwało 330 osób. 4 maja 1948 r. oddział Palmah, wspierany przez Brygadę Aleksandroni i lokalny oddział Hagany zaatakował i zajął wieś. Zabito piętnastu mieszkańców wsi, jej zabudowania zostały zburzone, a pozostałą ludność wypędzono.

## Archeologia
Wykopaliska archeologiczne prowadzone na tym terenie na przestrzeni XX w. (Mader, Schneider, Bagatti, Loffreda) przyczyniły się do odkrycia pozostałości trzech różnych bizantyjskich sanktuariów: bazyliki rozmnożenia chleba z IV-V w., sanktuarium prymatu z IV w. oraz kaplicy błogosławieństw z końca IV w. Dwoma ostatnimi sanktuariami opiekują się dzisiaj franciszkanie z Kustodii Ziemi Świętej. Bazylika rozmnożenia chleba znajduje się z rękach benedyktynów niemieckich.
Do najbardziej znanych zabytków Tabgi należą bizantyjskie mozaiki, które ozdabiały podłogę bazyliki rozmnożenia chleba. Przedstawiają one faunę i florę wodną m.in. Delty Nilu. Pod głównym ołtarzem znajduje się mozaika z czterema chlebami i dwiema rybami – motywem reprodukowanym dzisiaj na ceramice i rękodzielnictwie Izraela i Palestyny.

### Mozaiki na posadzce Bazyliki Rozmnożenia Chleba w Tabdze

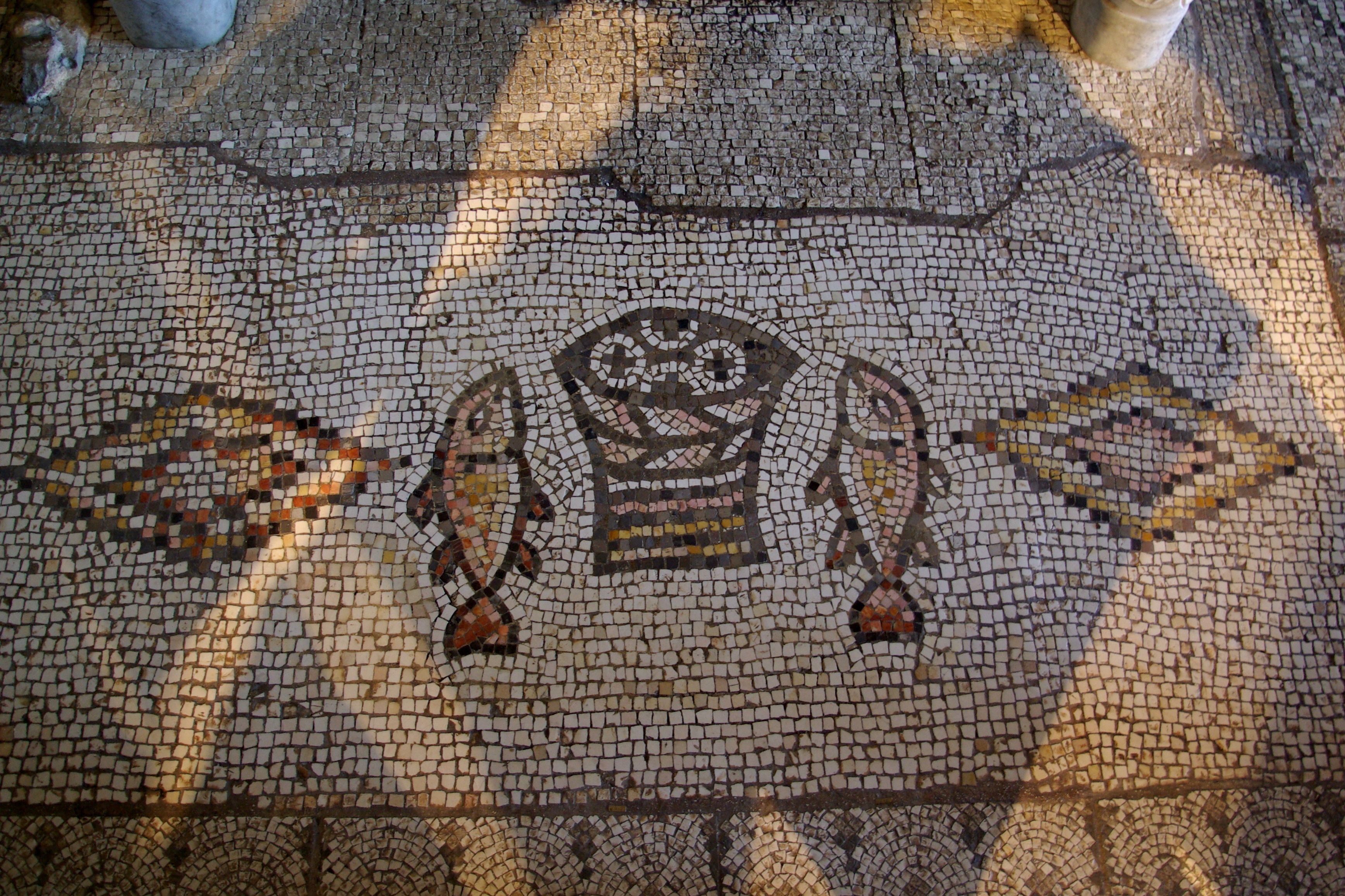
fragment mozaiki z czterema chlebami i dwiema rybami
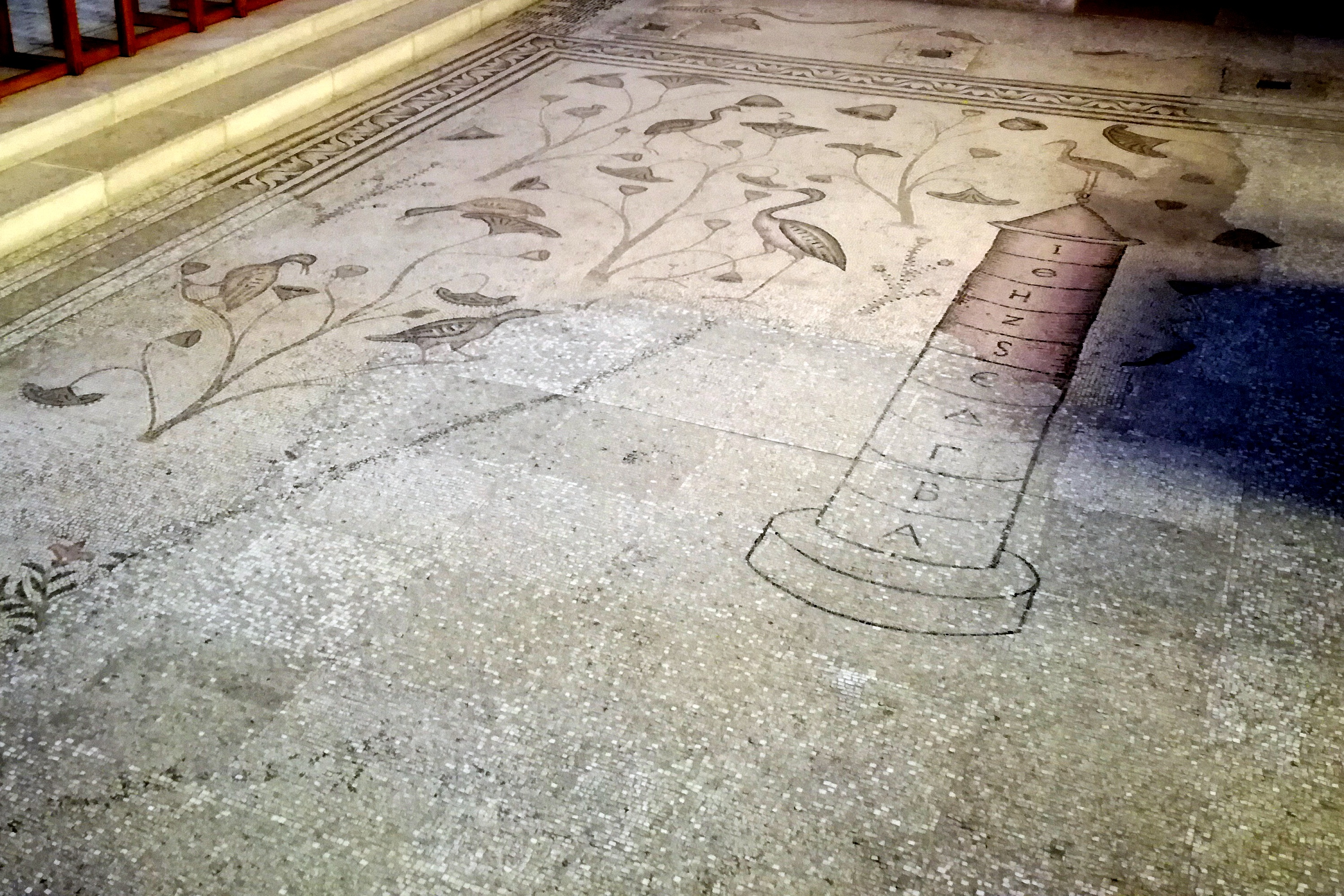
fragment mozaiki
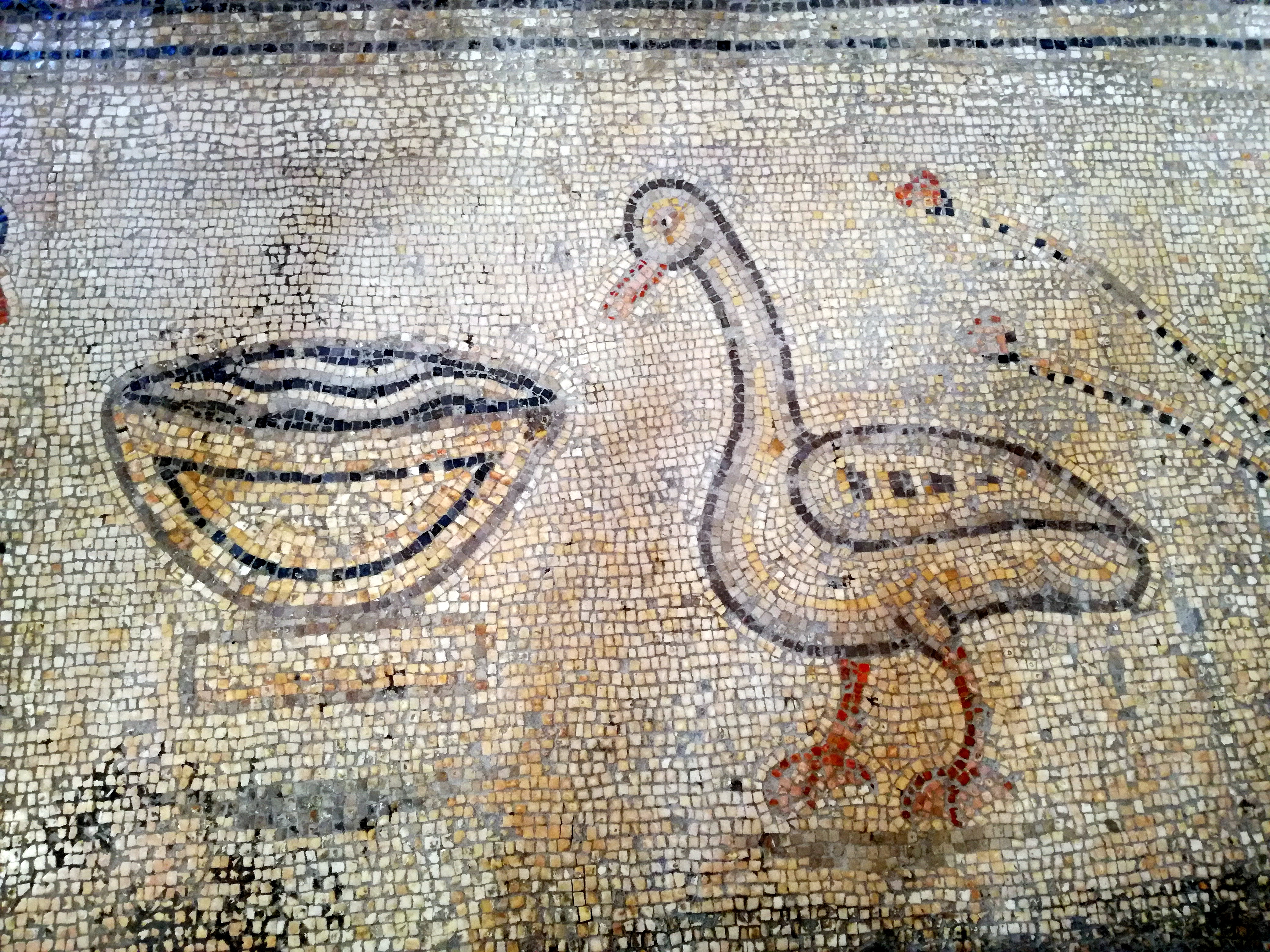
fragment mozaiki
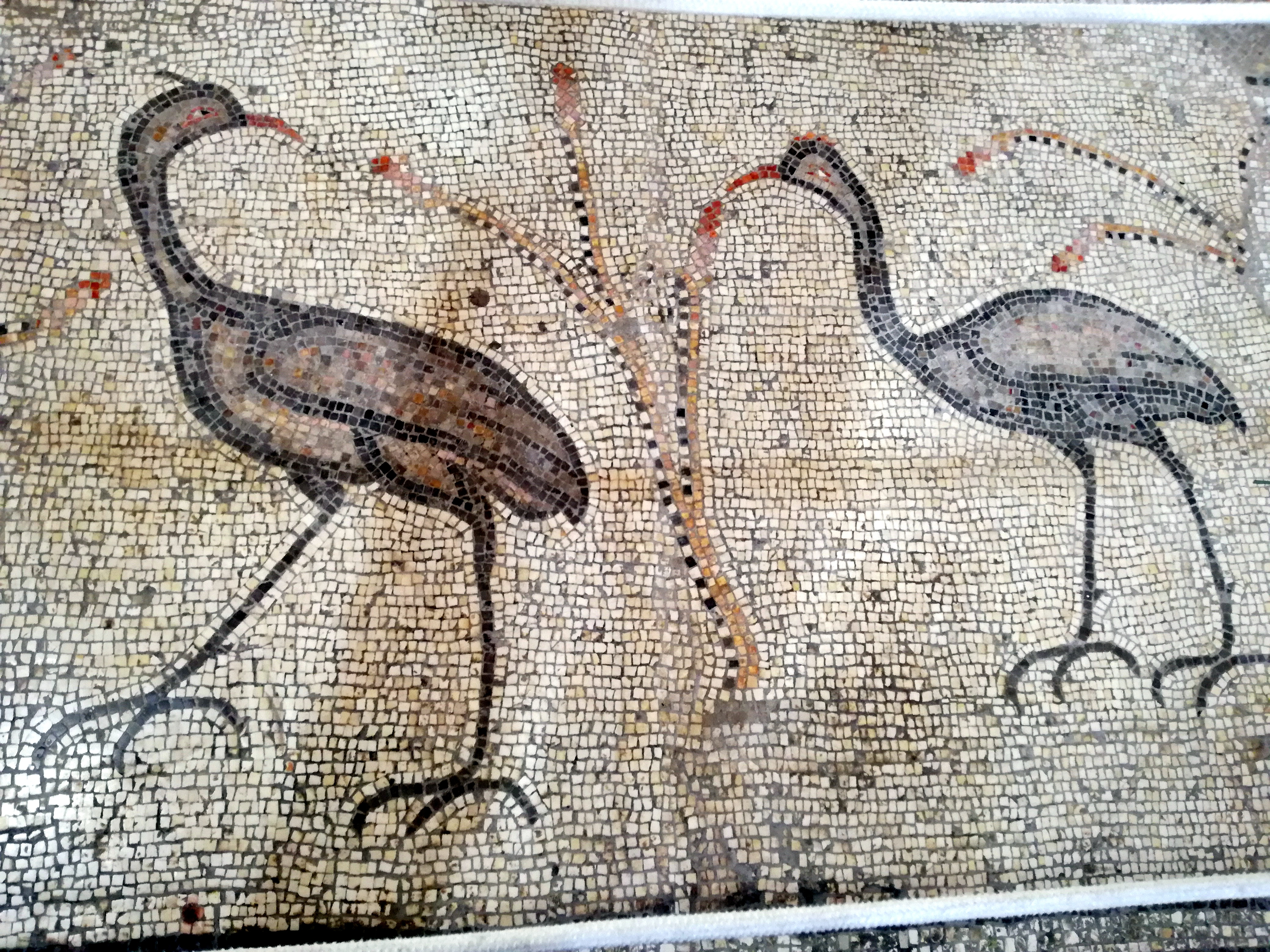
fragment mozaiki
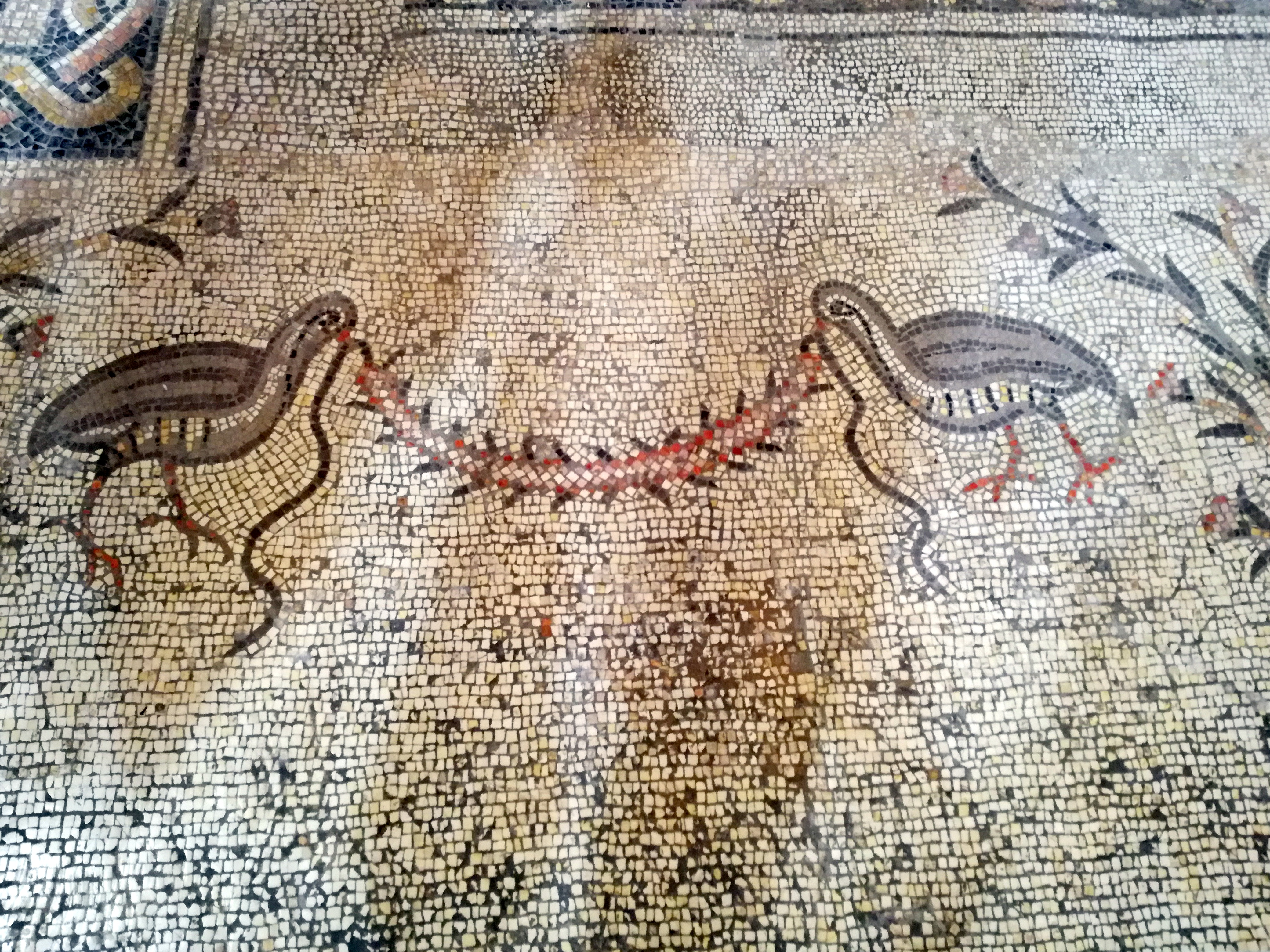
fragment mozaiki
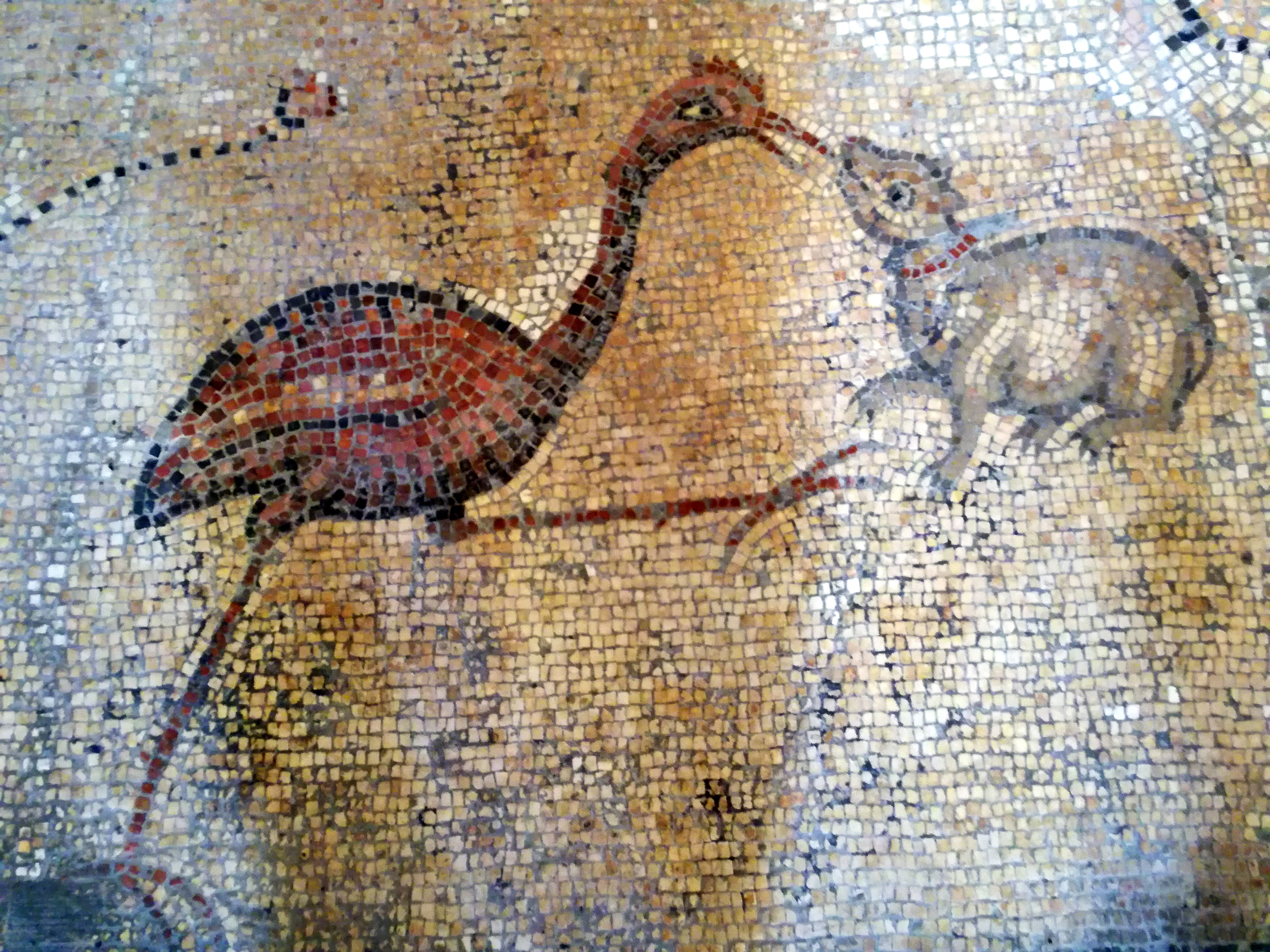
fragment mozaiki
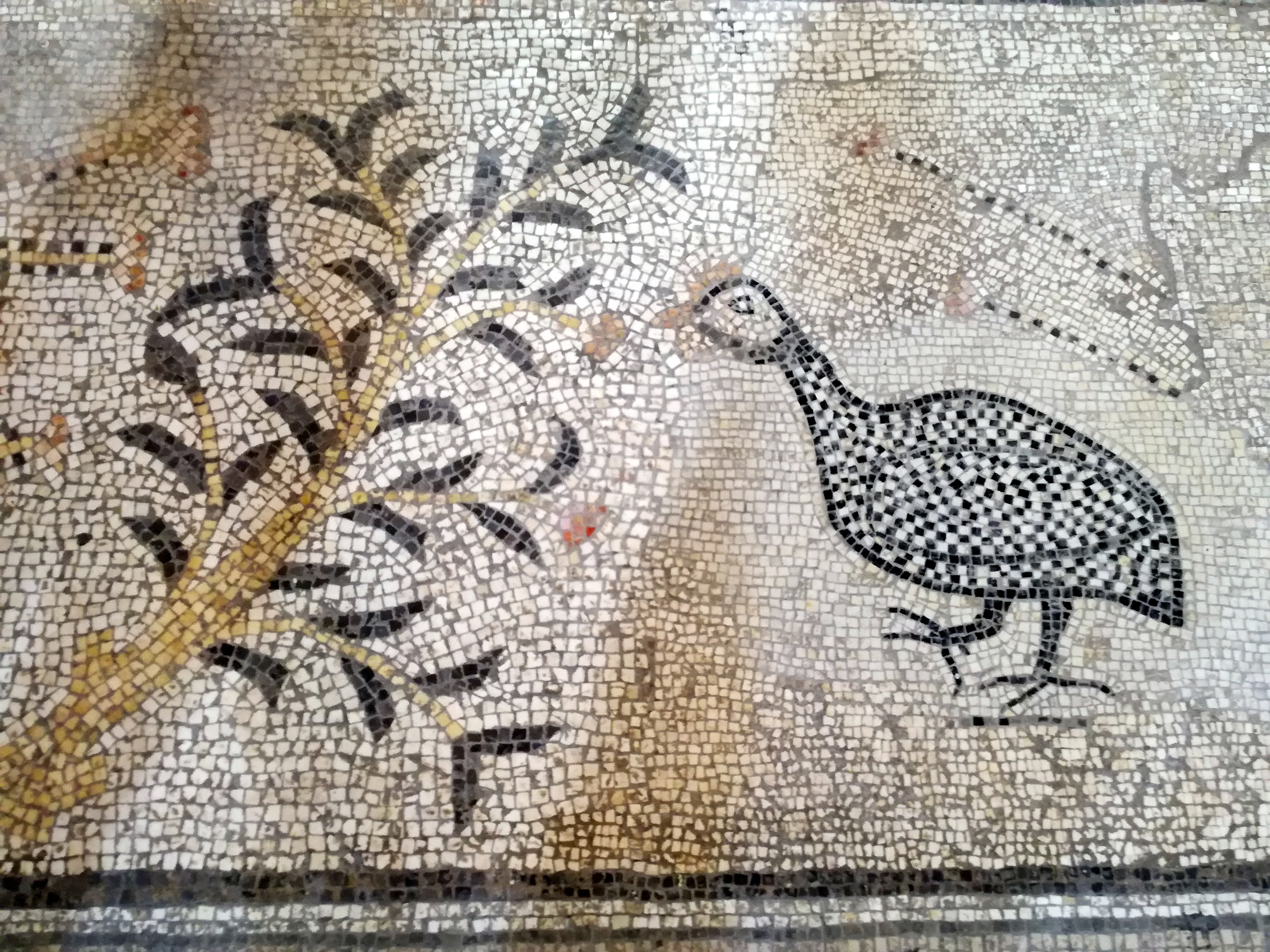
fragment mozaiki
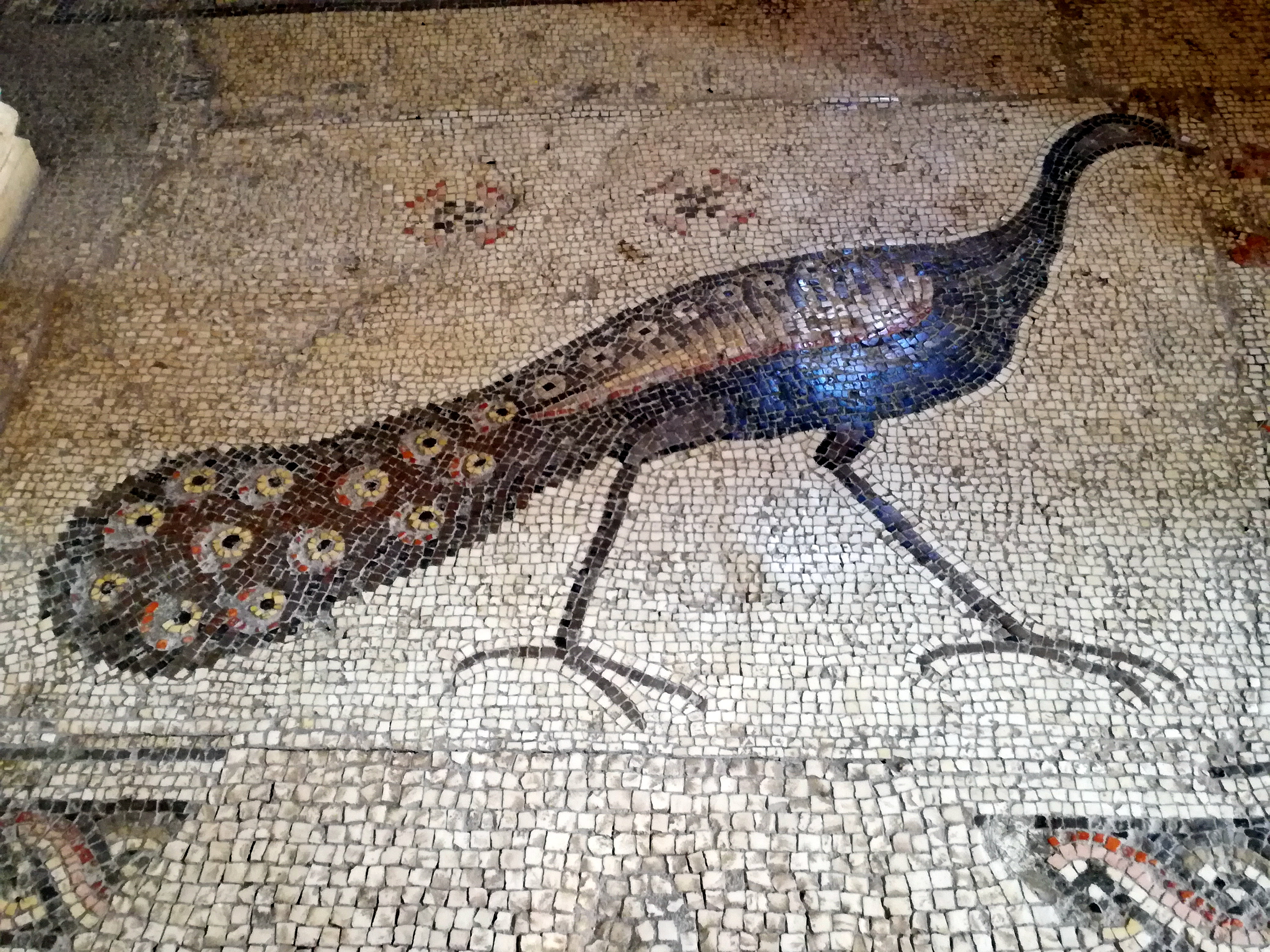
fragment mozaiki
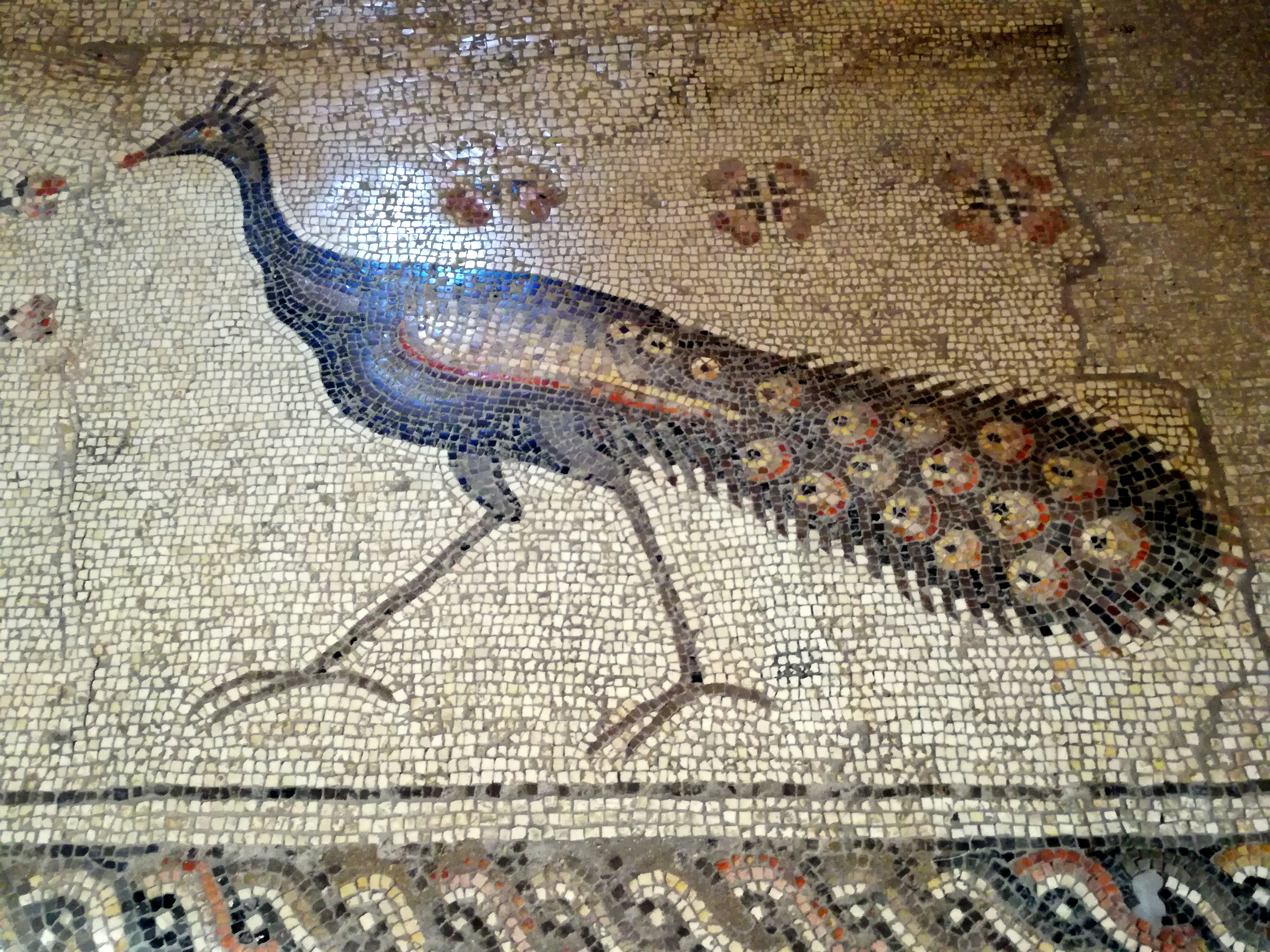
fragment mozaiki